# Balestrate
Balestrate (sicilià Sicciara) és un municipi italià, dins de la ciutat metropolitana de Palerm. L'any 2007 tenia 6.070 habitants. Limita amb els municipis d'Alcamo (TP), Partinico i Trappeto.

## Administració
| Període | Identitat        | Partit        |
| ------- | ---------------- | ------------- |
| 2003-   | Tonino Palazzolo | Llista cívica |